# Guatteria pastazae
Guatteria pastazae är en kirimojaväxtart som beskrevs av Robert Elias Fries. Guatteria pastazae ingår i släktet Guatteria och familjen kirimojaväxter. IUCN kategoriserar arten globalt som starkt hotad. Inga underarter finns listade i Catalogue of Life.